# Список португальських монархів

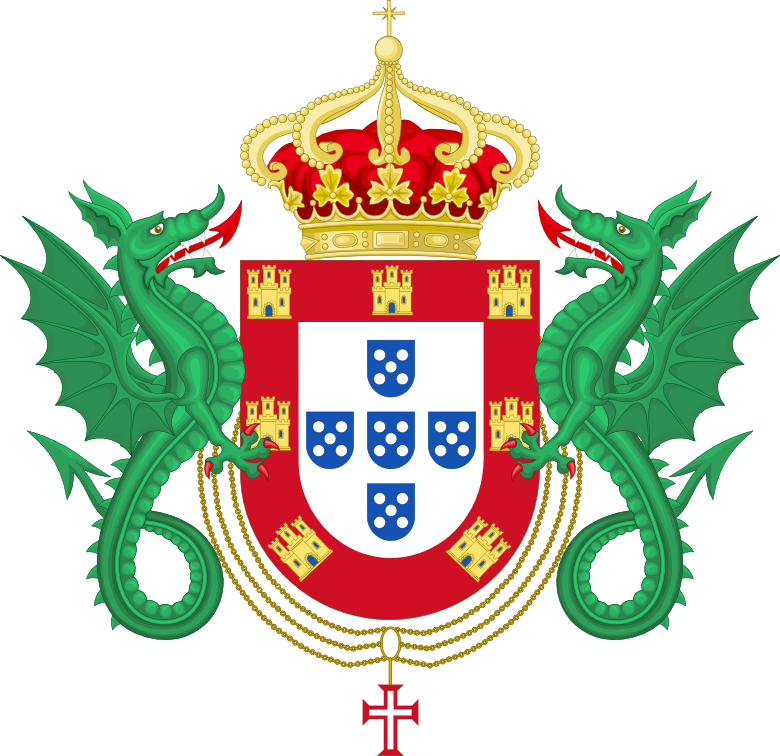
Великий герб Португалії (1640—1910).

Мона́рхи Португа́лії — правителі Португальського графства (до 1139) та Португальського королівства (1139—1910); португальські графи, королі та королеви.

## Графи

### Бургундський дім (1093—1139)
| Портрет | Ім'я                                  | Роки життя                       | Правління                                       | Титул / Примітки                                                                        | Династія |
| ------- | ------------------------------------- | -------------------------------- | ----------------------------------------------- | --------------------------------------------------------------------------------------- | -------- |
|         | Генріх (Енріке) Бургундський Henrique | 1066 — 1 листопада 1112 46 років | 1096 — 1 листопада 1112 27 років                | Перший граф Португалії; син Генріха Донцеля; васал Альфонсо VI, короля Леону і Кастилії | Бургунди |
|         | Афонсу I Великий Afonso I             | 1109 — 6 грудня 1185 76 років    | 24 квітня 1112 — 25 липня 1139 27 років, 92 дні | граф Португалії; син Генріха; проголосив незалежність від Леону і Кастилії              | Бургунди |

## Королі

### Бургундський дім (1139–1383)
Бургундський дім, також відомий як Афонсівська династія, була першою королівською династією Португалії. До 1139 року цей дім керував Португальським графством, складовою Леонського королівства. Після проголошення Афонсу І незалежності Португалії він прийняв титул короля, який успадкували його нащадки. 1383 року, після смерті останнього представника династії Фернанду І, сталася династична криза. Донька Фернандо — Беатріса — була проголошена королевою Португалії, а її чоловік Хуан І Кастильський отримав португальську корону за правом своєї дружини. Легітимність Беатріси була поставлена під сумнів, що спричинило португальсько-іспанську війну 1383 — 1385 років.
| Портрет | Ім'я                                        | Роки життя                                   | Правління                                           | Титул / Примітки                                                                                | Династія    |
| ------- | ------------------------------------------- | -------------------------------------------- | --------------------------------------------------- | ----------------------------------------------------------------------------------------------- | ----------- |
|         | Афонсу І Великий, Засновник Afonso I        | 1109 — 6 грудня 1185 76 років                | 25 липня 1139 — 6 грудня 1185 46 років, 134 дні     | Перший король Португалії, проголосив незалежність від королівства Леону і Кастилії; син Генріха | Бургундська |
|         | Саншу I Заселитель Sancho I                 | 11 листопада 1154 — 26 березня 1211 56 років | 6 грудня 1185 — 26 березня 1211 25 років, 110 днів  | король Португалії; син Афонсу І                                                                 | Бургундська |
|         | Афонсу II Товстий Afonso II                 | 23 квітня 1185 — 25 березня 1223 37 років    | 26 березня 1211 — 25 березня 1223 11 років, 364 дні | король Португалії; син Саншу І                                                                  | Бургундська |
|         | Саншу II Побожний, Каптурник Sancho II      | 8 вересня 1209 — 4 січня 1248 38 років       | 25 березня 1223 — 4 січня 1248 24 роки, 285 днів    | король Португалії; син Афонсу ІІ                                                                | Бургундська |
|         | Афонсу III Булонський Afonso III            | 5 травня 1210 — 16 лютого 1279 68 років      | 4 січня 1248 — 16 лютого 1279 31 рік, 43 дні        | король Португалії, граф Булонський; син Афонсу ІІ                                               | Бургундська |
|         | Дініш Землероб, Поет Dinis                  | 9 жовтня 1261 — 7 січня 1325 63 роки         | 16 лютого 1279 — 7 січня 1325 45 років, 326 днів    | король Португалії; син Афонсу ІІІ                                                               | Бургундська |
|         | Афонсу IV Хоробрий Afonso IV                | 8 лютого 1291 — 28 травня 1357 66 років      | 7 січня 1325 — 28 травня 1357 32 роки, 141 день     | король Португалії; син Дініша                                                                   | Бургундська |
|         | Педру I Справедливий, Жорстокий Pedro I     | 8 квітня 1320 — 18 січня 1367 46 років       | 28 травня 1357 — 18 січня 1367 9 років, 235 днів    | король Португалії; син Афонсу IV                                                                | Бургундська |
|         | Фернанду I Красивий, Непостійний Fernando I | 31 жовтня 1345 — 22 жовтня 1383 37 років     | 18 січня 1367 — 22 жовтня 1383 16 років, 277 днів   | король Португалії; син Педру І                                                                  | Бургундська |

### Авіський дім (1385-1580)
Дім Авісів (Авізів), відомий як династія Жуанітів, успадкував трон від Бургундського дому, що правив Португалією. Нову династію було засновано Жуаном І, великим магістром Ордена Авіс. Коли король Жуан ІІ помер без спадкоємця, трон перейшов до його кузена Мануела, герцога Бежського. Після смерті короля Себастьяо І, португальська корона перейшла його дядькові, кардиналу Енріке І. Внаслідок смерті кардинала, останнього представника правлячого роду, сталася династична криза. Кратоський пріор Антоніо проголосив себе новим португальським королем, однак був зміщений з трону іспанцями. 
| Портрет | Ім'я                            | Роки життя                               | Правління                                    | Титул / Примітки                                                | Династія |
| ------- | ------------------------------- | ---------------------------------------- | -------------------------------------------- | --------------------------------------------------------------- | -------- |
|         | Жуан I Добропам'ятний João I    | 11 квітня 1358 — 14 серпня 1433 76 років | 6 квітня 1385 — 14 серпня 1433 49 років      | король Португалії й Алгарве, господар Сеути; байстрюк Педру I   | Авіси    |
|         | Дуарте Красномовний Duarte      | 31 жовтня 1391 — 9 вересня 1438 46 років | 15 серпня 1433 — 9 вересня 1438 5 років      | король Португалії й Алгарве, господар Сеути; син Жуана I        | Авіси    |
|         | Афонсо V Африканський Afonso V  | 15 січня 1432 — 28 серпня 1481 49 років  | 13 вересня 1438 — 11 листопада 1477 40 років | король Португалії й Алгарве, господар Сеути; син Дуарте I       | Авіси    |
|         | Жуан II Досконалий João II      | 3 березня 1455 — 25 жовтня 1495 40 років | 11 — 15 листопада 1477 5 днів                | король Португалії й Алгарве; син Афонсо V                       | Авіси    |
|         | Афонсо V Африканський Afonso V  | 15 січня 1432 — 28 серпня 1481 49 років  | 15 листопада 1477 — 28 серпня 1481 5 років   | король Португалії й Алгарве; син Дуарте I                       | Авіси    |
|         | Жуан II Досконалий João II      | 3 березня 1455 — 25 жовтня 1495 40 років | 28 серпня 1481 — 25 жовтня 1495 14 років     | король Португалії й Алгарве; син Афонсо V                       | Авіси    |
|         | Мануел I Щасливий Manuel I      | 31 травня 1469 — 13 грудня 1521 52 роки  | 25 жовтня 1495 — 13 грудня 1521 27 років     | король Португалії й Алгарве; кузен Жуана II                     | Авіси    |
|         | Жуан III Благочесний João III   | 7 червня 1502 — 11 червня 1557 55 років  | 13 грудня 1521 — 11 червня 1557 26 років     | король Португалії й Алгарве; син Мануеля I                      | Авіси    |
|         | Себастьяо I Бажаний Sebastião I | 20 січня 1554 — 4 серпня 1578 24 роки    | 11 червня 1557 — 4 серпня 1578 21 рік        | король Португалії й Алгарве; онук Жуана III                     | Авіси    |
|         | Енріке I Чистий Henrique I      | 31 січня 1512 — 31 січня 1580 68 років   | 4 серпня 1578 — 31 січня 1580 2 роки         | король Португалії й Алгарве; син Мануеля I; кардинал Португалії | Авіси    |

### Габсбурзький дім (1581–1640)
Дім іспанських Габсбургів, відомий як Філіппінська династія, керував Португалією з 1581 по 1640 роки. Початок династії дав іспанський король Філіп II Габсбург, що 1580 року прийняв ім'я Філіпа І у зв'язку із прийняттям португальського трону. Португальський сейм визнав його права на престол 1581 року. Філіп І присягнув керувати Португалією як окремою державою, незалежною від іспанських володінь, на основі особистої Іберійської унії.
| Портрет | Ім'я                          | Роки життя                               | Правління                                  | Титул / Примітки                                                                                               | Династія  |
| ------- | ----------------------------- | ---------------------------------------- | ------------------------------------------ | --- | --------- |
|         | Філіпе I Розсудливий Filipe I | 21 травня 1527 — 13 вересня 1598 71 рік  | 25 березня 1581 — 13 вересня 1598 17 років | король Кастилії, Леону, Арагону, двох Сицилій, Єрусалиму, Португалії, Навари, Гранади та інших; онук Мануеля І | Габсбурги |
|         | Філіпе II Побожний Filipe II  | 14 квітня 1578 — 31 березня 1621 42 роки | 13 вересня 1598 — 31 березня 1621 23 роки  | король Кастилії, Леону, Арагону, двох Сицилій, Єрусалиму, Португалії, Навари, Гранади та інших; син Філіппа І  | Габсбурги |
|         | Філіпе III Великий Filipe III | 8 квітня 1605 — 17 вересня 1665 60 років | 31 березня 1621 — 1 грудня 1640 19 років   | король Кастилії, Леону, Арагону, двох Сицилій, Єрусалиму, Португалії, Навари, Гранади та інших; син Філіппа ІІ | Габсбурги |

### Браганський дім (1640–1853)
Браганський дім прийшов до влади 1640 року внаслідок боротьби Жуана ІІ, герцога Браганського, проти Габсбургів у війні за незалежність Португалії.
| Портрет | Ім'я                                           | Роки життя                                 | Правління                                   | Титул / Примітки                                                                       | Династія   |
| ------- | ---------------------------------------------- | ------------------------------------------ | ------------------------------------------- | -------------------------------------------------------------------------------------- | ---------- |
|         | Жуан IV Відновитель João IV                    | 18 березня 1603 — 6 листопада 1656 53 роки | 1 грудня 1640 — 6 листопада 1656 16 років   | король Португалії і Алгарве; праправнук Мануеля І; відновив незалежність Португалії    | Браганська |
|         | Афонсо VI Переможець Afonso VI                 | 21 серпня 1643 — 12 вересня 1683 40 років  | 6 листопада 1656 — 12 вересня 1683 27 років | король Португалії й Алгарве; син Жуана IV                                              | Браганська |
|         | Педро II Мирний Pedro II, o Pacífico           | 26 квітня 1648 — 9 грудня 1706 58 років    | 6 листопада 1683 — 9 грудня 1706            | король Португалії й Алгарве; син Жуана IV                                              | Браганська |
|         | Жуан V Великодушний João V, o Magnânimo        | 22 жовтня 1689 – 31 липня 1750 60 років    | 9 грудня 1706 — 31 липня 1750 44 роки       | король Португалії й Алгарве; син Педро ІІ                                              | Браганська |
|         | Жозе I Реформатор José I, o Reformador         | 6 червня 1714 — 24 лютого 1777 62 роки     | 31 липня 1750 — 24 лютого 1777 27 років     | король Португалії й Алгарве; син Жуана V                                               | Браганська |
|         | Марія I Благочесна Maria I, a Piedosa          | 17 грудня 1743 — 20 березня 1816 81 рік    | 24 лютого 1777 — 20 березня 1816 39 років   | королева Португалії й Алгарве; донька Жозе І; правила разом із консортом Педро ІІІ     | Браганська |
|         | Жуан VI М'який João VI, o Clemente             | 13 травня 1767 — 10 березня 1826 58 років  | 20 березня 1816 — 10 березня 1826 10 років  | король Португалії й Алгарве; син Марії І й Педро ІІІ                                   | Браганська |
|         | Педро IV Король-Солдат Pedro IV, O Rei-Soldado | 12 жовтня 1798 — 24 вересня 1834 35 років  | 10 березня — 2 травня 1826 23 дні           | король Португалії й Алгарве, імператор Бразилії; син Жуана VI                          | Браганська |
|         | Марія II Просвічена Maria II, a Educadora      | 4 квітня 1819 — 15 листопада 1853 34 роки  | 2 травня 1826 — 23 червня 1828 2 роки       | королева Португалії й Алгарве; донька Педро IV                                         | Браганська |
|         | Мігель I Абсолютист Miguel I, o Rei Absoluto   | 26 жовтня 1802 — 14 листопада 1866 64 роки | 26 лютого 1828 — 6 травня 1834 6 років      | король Португалії й Алгарве, імператор Бразилії; син Жуана VI                          | Браганська |
|         | Марія II Просвічена Maria II, a Educadora      | 4 квітня 1819 — 15 листопада 1853 34 роки  | 26 травня 1834 — 15 листопада 1853 19 років | королева Португалії й Алгарве; донька Педро IV; правила разом із консортом Фернандо ІІ | Браганська |

### Брагансько-Кобурзький дім (1853–1910)
Браганса-Саксен-Кобург-Готський дім дав останніх чотирьох португальських королів. За конституцією вони вважалися представниками Браганської династії.
| Портрет | Ім'я                                                                | Роки життя                                  | Правління                                     | Титул / Примітки                                                                                        | Династія        |
| ------- | ------------------------------------------------------------------- | ------------------------------------------- | --------------------------------------------- | --- | --------------- |
|         | Педру V Обнадійливий Pedro V, o Esperançoso                         | 16 вересня 1837 — 11 листопада 1861 24 роки | 15 листопада 1853 — 11 листопада 1861 8 років | король Португалії й Алгарве; син Марії ІІ і Фердинанда ІІ                                               | Браганса-Кобург |
|         | Луїш I Популярний Luís I, o Popular                                 | 31 жовтня 1838 — 19 жовтня 1889 50 років    | 11 листопада 1861 — 19 жовтня 1889 28 років   | король Португалії й Алгарве; син Марії ІІ і Фердинанда ІІ                                               | Браганса-Кобург |
|         | Карлуш I Дипломат, Мученик Carlos I, o Diplomata, o Martirizado     | 28 вересня 1863 — 2 вересня 1908 44 роки    | 19 жовтня 1889 — 1 лютого 1908 19 років       | король Португалії й Алгарве; син Луїша І                                                                | Браганса-Кобург |
|         | Мануел II Патріот, Нещасливий Manuel II, o Patriota, o Desventurado | 15 листопада 1889 — 2 липня 1932 42 роки    | 1 лютого 1908 — 4 жовтня 1910 2 роки          | останній король Португалії й Алгарве; син Карлуша І; втратив престол внаслідок Португальської революції | Браганса-Кобург |

## Королеви
- Королева Португалії

## Титули
- Титули португальських монархів

## Стиль
| Роки      | Королі                                                                                            | Стиль, шанобливе звертання                                                                         |
| --------- | ------------------------------------------------------------------------------------------------- | -------------------------------------------------------------------------------------------------- |
| 1140—1433 | Афонсу І, Саншу I, Афонсу II, Саншу II, Афонсу III, Дініш, Афонсу IV, Педру I, Фернанду I, Жуан I | укр. Ваша милосте порт. Sua Mercê                                                                  |
| 1433—1577 | Дуарте I, Афонсу V, Жуан II, Мануел I, Жуан III, Себастьян I                                      | укр. Ваша королівська високосте порт. Sua Alteza Real (SAR)                                        |
| 1577—1578 | Себастьян I                                                                                       | укр. Ваша величносте порт. Sua Majestade (SM)                                                      |
| 1578—1580 | Енріке, Антоніу                                                                                   | укр. Ваша королівська високосте порт. Sua Alteza Real (SAR)                                        |
| 1580—1748 | Філіп I, Філіп II, Філіпп III, Жуан IV, Афонсу VI, Педру II, Жуан V                               | укр. Ваша величносте порт. Sua Majestade (SM)                                                      |
| 1748—1825 | Жуан V, Жозе I, Марія I (разом із Педру III), Жуан VI                                             | укр. Ваша найвірніша величносте порт. Sua Majestade Fidelíssima (SMF)                              |
| 1825—1826 | Жуан VI, Педру IV                                                                                 | укр. Ваша імператорська і найвірніша величносте порт. Sua Majestade Imperial e Fidelíssima (SMI&F) |
| 1826—1910 | Марія II, Мігел I, Марія II (разом із Фернанду II), Педру V, Луїш I, Карлуш I, Мануел II          | укр. Ваша найвірніша величносте порт. Sua Majestade Fidelíssima (SMF)                              |

## Герби
- Livro do Armeiro-Mor (1509)

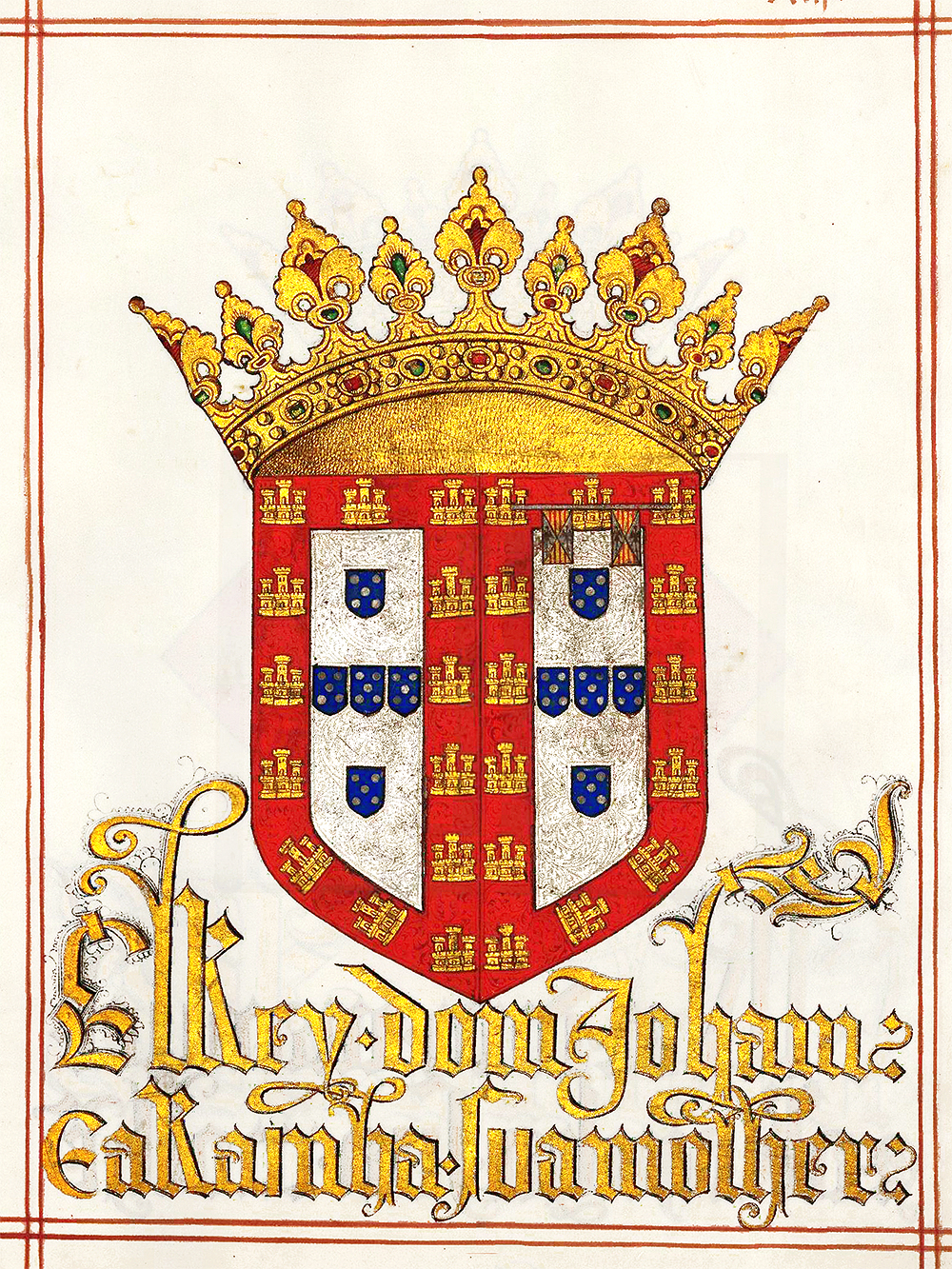
Король Жуан і Королева
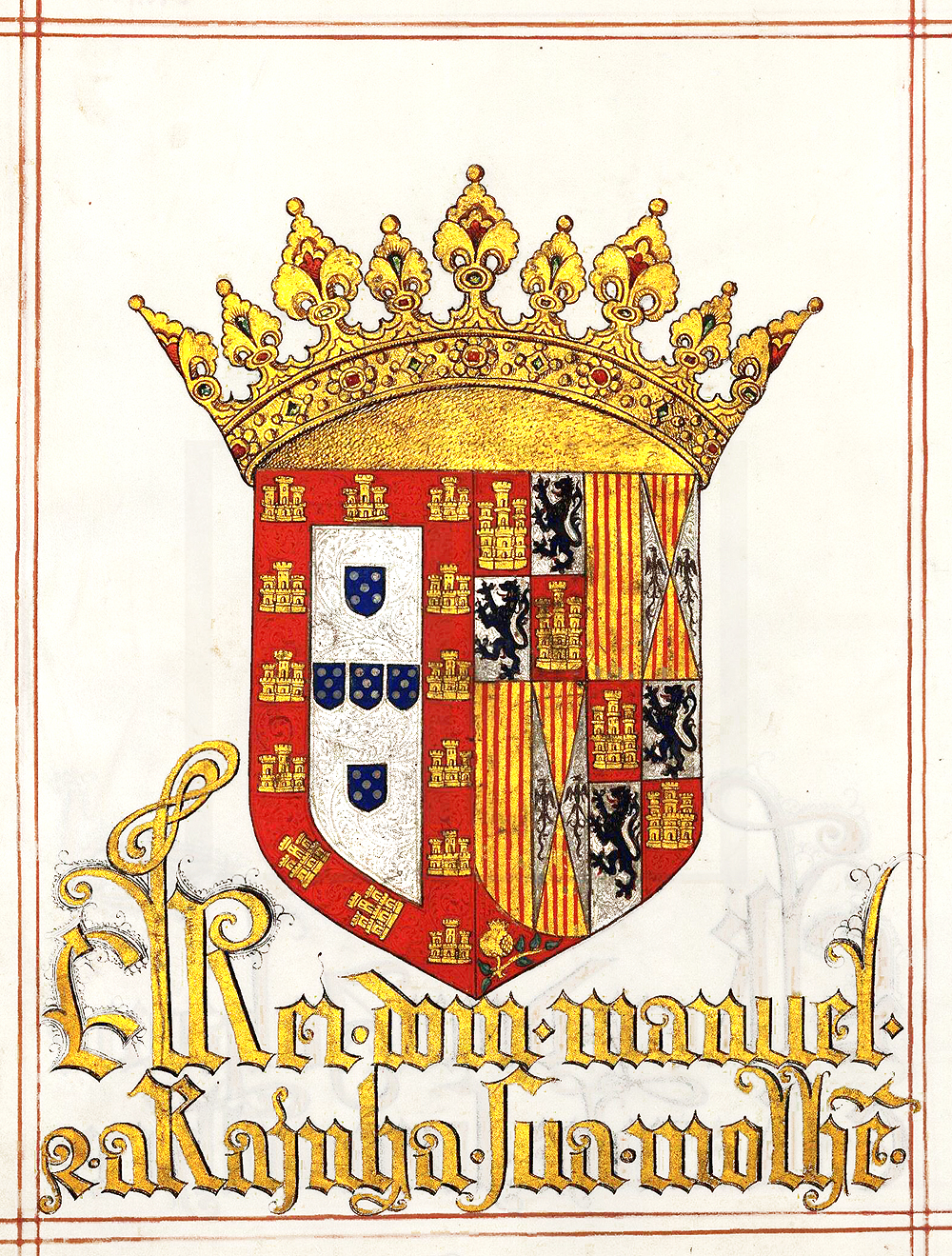
Король Мануел і Королева
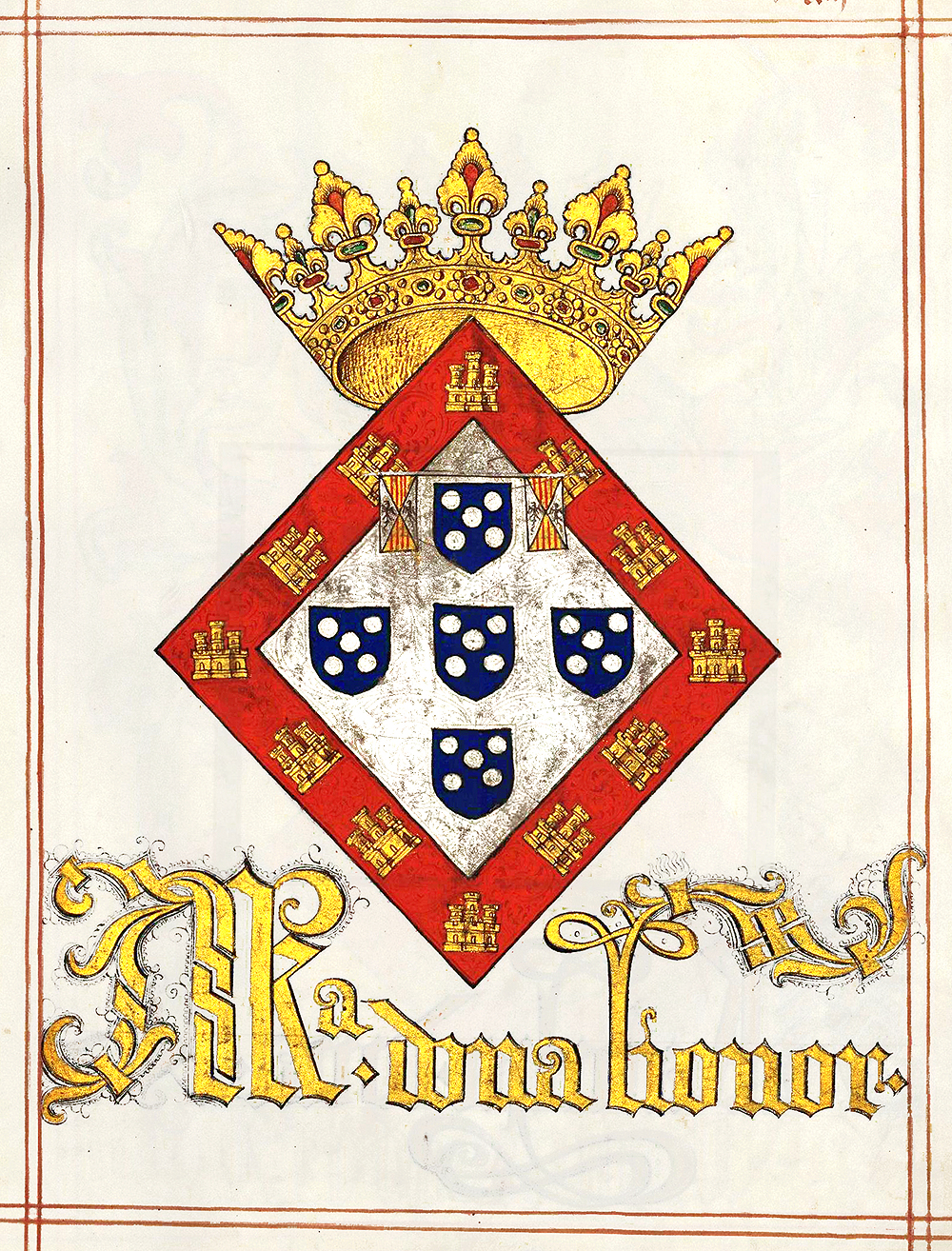
Королева Леонора
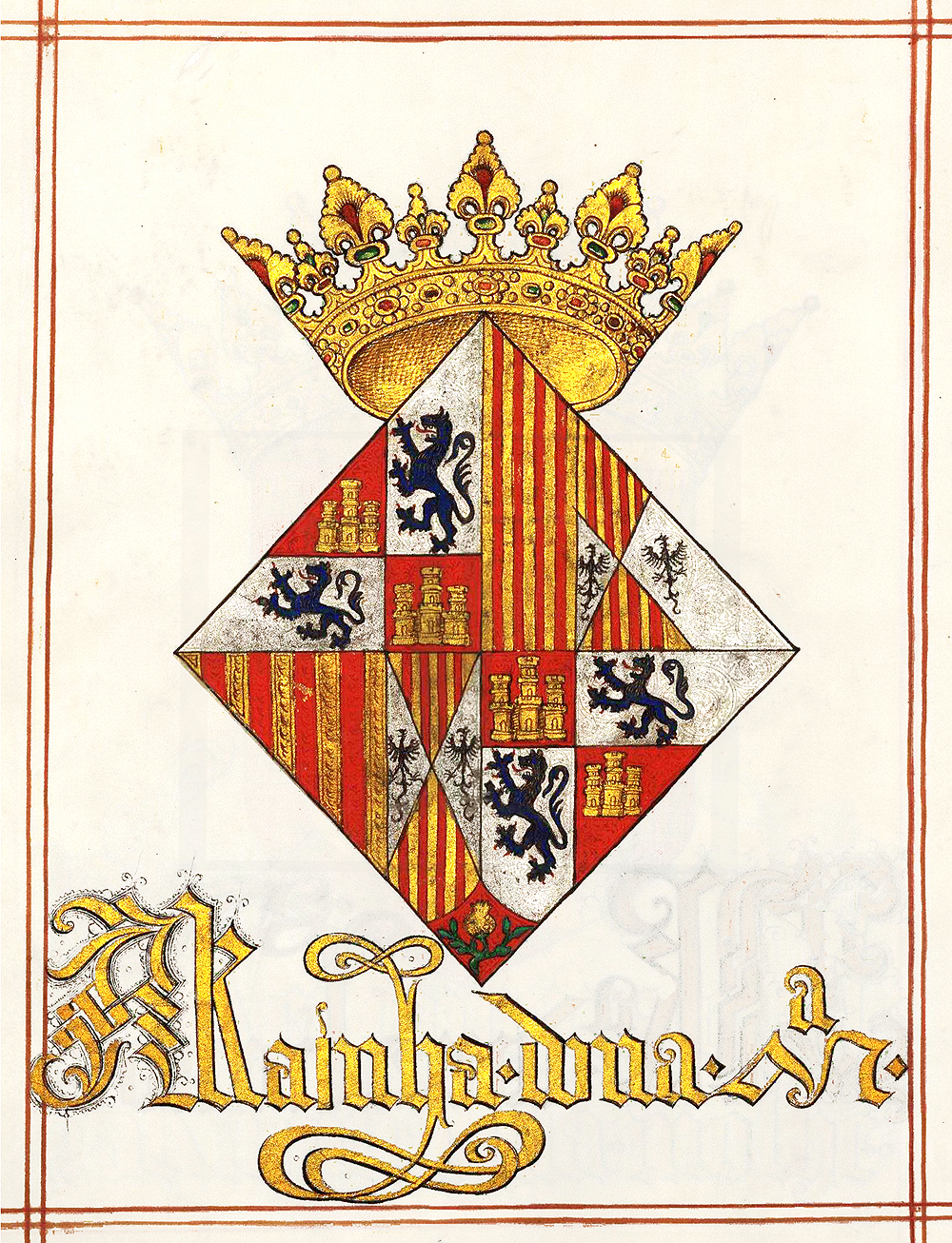
Королева Марія
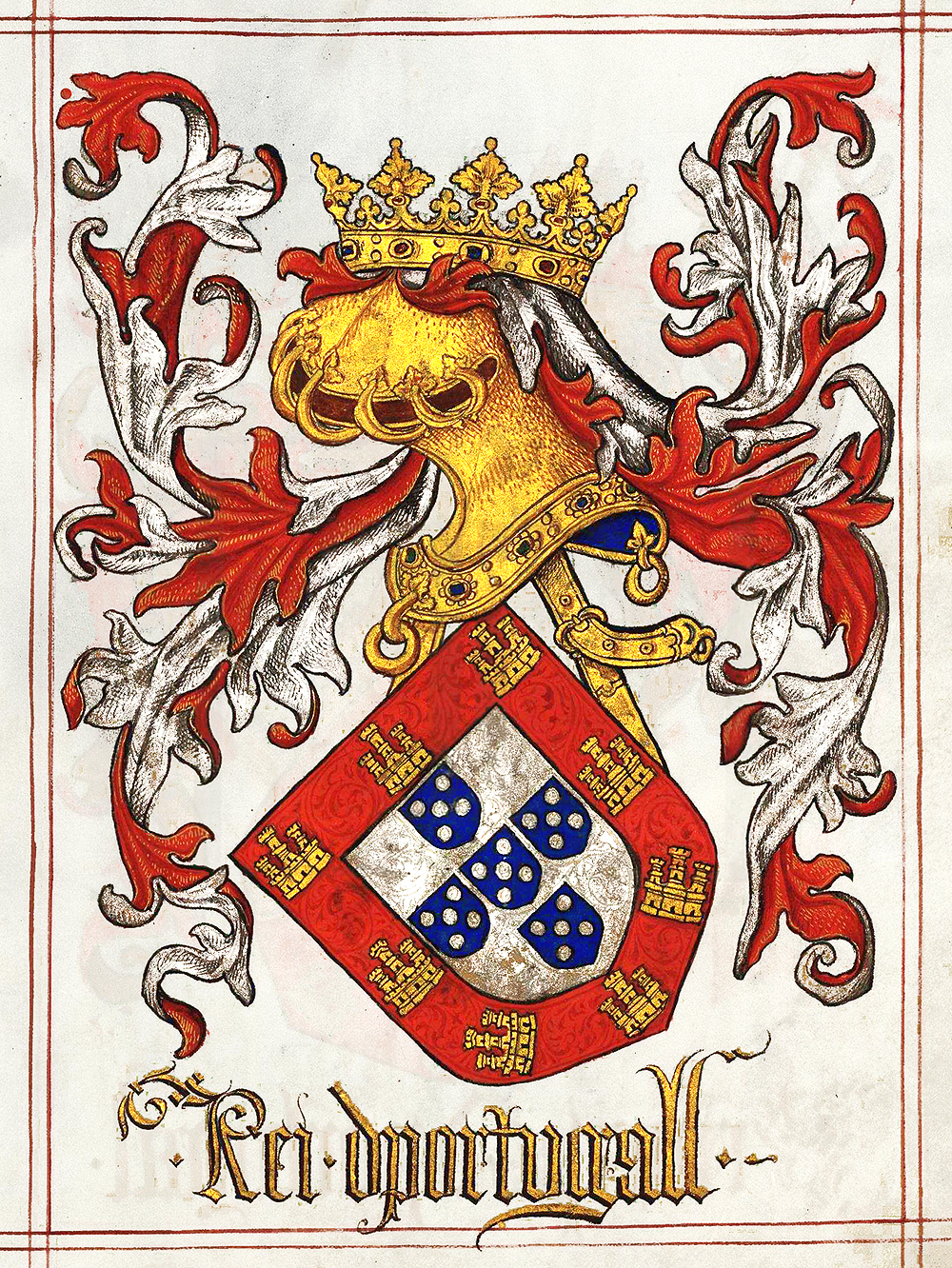
Король Португалії